# Armoriale dei comuni delle Côtes-d'Armor
Questa pagina contiene le armi (stemma e blasonatura) dei comuni del dipartimento della Côtes-d'Armor

## B
| Stemma | Nome del comune e blasonatura |
| ------ | --- |
|        | Bégard Ecartelé: au premier et au quatrième d'argent plain, au deuxième et au troisième d'azur à la quintefeuille d'or (IT) Inquartato: nel 1º e 4º d'argento pieno; nel 2º e 3º d'azzurro, alla cinquefoglie d'oro |
|        | Belle-Isle-en-Terre De gueules au croissant d'argent accompagné de trois coquilles renversées d'or (IT) Di rosso, al crescente d'argento, accompagnato da tre conchiglie rovesciate d'oro |
|        | Binic D'azur à deux poissons d'argent nageant l'un sur l'autre (superposés en fasce), au chef d'hermine (IT) D'azzurro, a due pesci d'argento, nuotanti l'uno sull'altro (sovrapposti in fascia); al capo d'armellino |
|        | Bobital D'azur aux trois coquilles d'argent (IT) D'azzurro, a tre conchiglie d'argento |
|        | Bourbriac D'argent à deux haches d'armes adossées de gueules (IT) D'argento, a due asce d'armi addossate di rosso |
|        | Bourseul Écartelé: au 1er d'argent au chêne de sinople englanté de gueules, au 2e de gueules à trois étoiles d'argent, au 3e de gueules à l'hermine passante d'argent, colletée du même et cravatée d'hermine, au 4e coupé émanché d'azur et d'hermines |
|        | Bréhat D'hermine à la barre de gueules (IT) D'armellino, alla sbarra di rosso |
|        | Bréhand De gueules au léopard d'argent (IT) Di rosso, al leopardo d'argento |
|        | Broons D'argent à l'aigle bicéphale de sable, becquée, membrée et armée de gueules, au bâton du même brochant sur le tout (Sono le armi di Bertrand Duguesclin) (IT) D'argento, all'aquila bicipite di nero, rostrata, membrata e armata di rosso, al bastone dello stesso attraversante sul tutto D'azur à la croix d'argent frettée de gueules, qui est Broons (Arma antica: nell'armoriale di Guillemette de Milon, badessa dell'Abbaye Notre-Dame du Nid-au-Merle verso il 1435, una delle parti è blasonata come sopra.. Queste armi si trovano anche sullo stemma della famiglia de Derval) (IT) D'azzurro, alla croce d'argento, cancellata di rosso, che è di Broons |
|        | Brusvily D'azur à la bande d'argent accompagnée de deux molettes d'éperon du même (IT) D'azzurro, alla banda d'argento, accompagnata da due rotelle di sperone dello stesso |
|        | Bulat-Pestivien Vairé d'argent et de sable (IT) Vaiato d'argento e di nero |

## C
| Stemma | Nome del comune e blasonatura |
| ------ | --- |
|        | Calanhel D'or à la montagne de trois coupeaux de gueules, sommée d'une tour de sable ; chapé de sable, à deux mouchetures d'hermine de gueules brochant sur les traits du chapé (d'oro, alla montagna di tre cime di rosso, cimata da una torre di nero; mantellato di nero, a due moscature d'armellino di rosso attraversanti sui tratti del mantellato) |
|        | Callac D'argent aux trois chevrons de gueules (d'argento, a tre scaglioni di rosso) |
|        | Calorguen D'azur aux six billettes d'argent ordonnées 3, 2 et 1, au chef de gueules soutenu d'or et chargé de trois annelets du même (d'azzurro, a sei biglietti d'argento ordinati 3, 2 e 1; al capo di rosso sostenuto d'oro e caricato di tre anelletti dello stesso) |
|        | Le Cambout De gueules, à trois fasces échiqueté d'argent et d'azur de deux tires (di rosso, a tre fasce scaccate d'argento e d'azzurro di due tiri) |
|        | Carnoët D'or à la montagne de trois coupeaux de gueules, sommée d'une tour de sable ; chapé de gueules (d'oro, alla montagna di tre cime di rosso, cimata da una torre di nero; mantellato di rosso) |
|        | Caulnes D'azur aux dix billettes d'argent vidées du champ, ordonnées 4, 3, 2 et 1 (d'azzurro, a dieci biglietti vuoti d'argento, ordinati 4, 3, 2 e 1) |
|        | Cavan D'or à trois chouettes de sable (d'oro, a tre civette di nero) |
|        | Les Champs-Géraux De gueules à la fasce d'argent chargée de trois merlettes de sable, accompagnée de trois têtes de loup arrachées d'or 2, 1 (di rosso, alla fascia d'argento, caricata di tre merlotti di nero, accompagnata da tre teste di lupo strappate d'oro 2, 1) |
|        | Châtelaudren D'argent au pommier de sable pommé de gueules, au chef aussi de gueules chargé de trois mouchetures d'hermines d'or (presente sul sito internet del comune) (d'argento, al melo di nero, pomato di rosso; al capo pure di rosso, caricato di tre moscature d'armellino d'oro) |
|        | La Chèze De gueules au lion couronné d'argent (di rosso, al leone coronato d'argento) |
|        | Coatréven Écartelé d'or et d'azur aux trois croissants de gueules brochant sur le tout (inquartato d'oro e d'azzurro, a tre crescenti di rosso attraversanti sul tutto) |
|        | Coëtlogon De gueules aux trois écussons d'argent chargés chacun de trois mouchetures d'hermine de sable (di rosso, a tre scudetti d'argento, caricati ciascuno di tre moscature d'armellino di nero) |
|        | Coëtmieux Parti: au 1er d'azur à trois gerbes de blé d'or liées de sable, au 2e d'or au chêne de sinople (partito: nel 1º d'azzurro, a tre covoni di grano d'oro legati di nero; nel 2º d'oro, alla quercia di verde) |
|        | Cohiniac Ecartelé: au premier d'argent aux trois mouchetures d'hermine de sable mal ordonnées, au deuxième d'azur au croissant d'or, au troisième d'azur à la barre d'or accompagnée de deux étoiles d'argent, au quatrième d'argent à la chouette de sable becquée et membrée de gueules (inquartato: nel 1º d'argento, a tre moscature d'armellino di nero male ordinate; nel 2º d'azzurro, al crescenet d'oro; nel 3º d'azzurro, alla sbarra d'oro, accompagnata da due stelle d'argento; nel 4º d'argento, alla civetta di nero, imbeccata e membrata di rosso) Incongruenza tra disegno e blasonatura: nel disegno le moscature d'armellino del primo quadrante non sono male ordinate. |
|        | Collinée D'argent aux trois pommes de pin renversées de gueules (d'argento, a tre pigne rovesciate di rosso) |
|        | Corlay De gueules au lion d’or, la tête contournée, senestré en chef d’une étoile d'argent (di rosso, al leone d'oro, con la testa rivoltata, sinistrato in capo da una stella d'argento) |
|        | Créhen Écartelé : au premier et au quatrième de gueules aux deux fusées d'hermines accompagnées de six tourteaux du même, trois en chef, trois en pointe, au deuxième et au troisième d'azur aux onze billettes d'argent 4,3,4, sur le tout de sinople à la tour d'argent (inquartato: nel 1º e 4º di rosso, a due fusi d'armellino accompagnati da sei torte dello stesso, tre in capo, tre in punta; nel 2º e 3º d'azzurro, a undici biglietti d'argento posti 4, 3, 4; sul tutto di verde, alla torre d'argento) |

## D
| Stemma | Nome del comune e blasonatura |
| ------ | --- |
|        | Dinan De gueules au château donjonné de trois tourelles d'or, au chef d'hermine (Di rosso, al castello torricellato di tre torrette d'oro; al capo d'armellino) |
|        | Dolo De gueules aux dix billettes d'argent ordonnées 4, 3, 2 et 1 (Di rosso, a dieci biglietti d'argento, ordinati 4, 3, 2 e 1)                                 |
|        | Duault D'argent au lion de sinople couronné d'or, armé et lampassé de gueules (D'argento, al leone di verde, coronato d'oro, armato e lampassato di rosso)      |

## E
| Stemma | Nome del comune e blasonatura |
| ------ | --- |
|        | Éréac D'or au chef de sable (d'oro, al capo di nero) |
|        | Erquy De sinople à la sirène d'or, les cheveux flottant, les bras et la queue tournés vers senestre évoquant le lettre E capitale; au chef d'hermine (di verde, alla sirena d'oro, con i capelli fluttuanti, le braccia e la coda rivolte verso sinistra e simulare la lettera E maiuscola; al capo d'armellino) |
|        | Étables-sur-Mer Gironné d'argent et de gueules (gheronato d'argento e di rosso) |
|        | Évran D'azur aux dix billettes d'argent ordonnées 4, 3, 2 et 1 (d'azzurro, a dieci biglietti d'argento ordinati 4, 3, 2 e 1) |

## F
| Stemma | Nome del comune e blasonatura |
| ------ | --- |
|        | Fréhel Parti : au premier de sinople aux cinq cotices de tenné en barre, au chef de sable chargé de quatre burelles d'argent et d'un canton du même surchargé de onze mouchetures d'hermine aussi de sable ordonnées 4, 3 et 4, au second coupé au I tiercé en fasce, chaque fasce d'argent coupée d'azur en forme de trois vaguelettes en volute déferlant vers dextre, et au II tiercé en fasce d'azur, d'or et de sinople à l'arbre arraché au naturel brochant sur le tout accosté, en chef à senestre, d'un oiseau volant d'argent (partito: nel 1º di verde, a cinque cotisse di tanné in sbarra, al capo di nero caricato di quattro burelle d'argento, col cantone dello stesso sovraccaricato di undici moscature d'armellino, pure di nero, ordinate 4, 3 e 4; nel 2º troncato: in I interzato in fascia, ogni fascia d'argento troncata d'azzurro, in forma di tre onde increspate a voluta che si rovescia verso destra, e in II interzato in fascia d'azzurro, d'oro e di verde, all'albero sradicato al naturale attraversante sul tutto, accostato, in capo a sinistra, da un uccello volante d'argento) |

## G
| Stemma | Nome del comune e blasonatura |
| ------ | --- |
|        | Gomené D'argent à la fleur de lys de sable (d'argento, al giglio di nero) |
|        | Gouarec D'argent au poisson d'azur posé en pal, au chef de gueules chargé de trois mâcles d'or (d'argento, al pesce d'azzurro posto in palo; al capo di rosso caricato di tre losanghe vuote d'oro) |
|        | Goudelin D'azur à l'épée basse d'argent au pommeau d'or (d'azzurro, alla spada abbassata d'argento, con il pomo d'oro)                                                                              |
|        | Le Gouray Burelé d'or et de gueules de dix pièces (burellato d'oro e di rosso di dieci pezzi) |
|        | Guenroc De gueules aux trois rocs d'échiquier d'or, à la bordure du même (di rosso, a tre rocchi di scacchiere d'oro; alla bordura dello stesso)                                                    |
|        | Guingamp Fascé d'argent et d'azur de quatre pièces (fasciato d'argento e d'azzurro di quattro pezzi)                                                                                                |
|        | Guitté D'azur à la croix d'argent (d'azzurro, alla croce d'argento) |

## H
| Stemma | Nome del comune e blasonatura |
| ------ | --- |
|        | La Harmoye D'or à la croix engrêlée d'azur (d'oro, alla croce spinata d'azzurro) |
|        | Hénansal De gueules aux quatre fusées d'argent rangées en fasce, chargée chacune d'une moucheture d'hermine de sable, accompagnées de cinq besants aussi d'argent 3 et 2, chargés chacun d'une moucheture d'hermine de sable (di rosso, a quattro fusi d'argento ordinati in fascia, ciascuno caricato di una moscatura d'armellino di nero, accompagnati da cinque bisanti pure d'argento, 3 e 2, ciascuno caricato di una moscatura d'armellino di nero) |
|        | Hengoat De sable à l'aigle d'argent (di nero, all'aquila d'argento) |
|        | L'Hermitage-Lorge D'argent à la bande d'azur (d'argento, alla banda d'azzurro) |
|        | Hillion De gueules à la bande d'argent chargée de trois mouchetures d'hermine de sable (di rosso, alla banda d'argento, caricata di moscature d'armellino di nero) |
|        | Le Hinglé D'argent aux trois têtes de maure de sable tortillées d'or (d'argento, a tre teste di moro di nero, attortigliate d'oro) |

## J
| Stemma | Nome del comune e blasonatura |
| ------ | --- |
|        | Jugon-les-Lacs D'hermine au château de gueules ajouré et maçonné de sable (d'armellino, al castello di rosso, finestrato e murato di nero) |

## L
| Stemma | Nome del comune e blasonatura |
| ------ | --- |
|        | Lamballe Écartelé : au premier et au quatrième d'azur aux trois gerbes de blé liées de gueules, au deuxième et au troisième d'hermine à la bordure de gueules (inquartato: nel 1º e 4º d'azzurro, a tre covoni di grano d'oro, legati di rosso; nel 2º e 3º d'armellino, alla bordura di rosso) |
|        | Lancieux Parti d'azur et de gueules à la sirène du lieu d'or brochant en fasce sur la partition, au chef d'hermine (partito d'azzurro e di rosso, alla sirena locale d'oro attraversante in fascia sulla partizione; al capo d'armellino) |
|        | Landéhen D'azur aux deux fasces d'argent et aux deux pals cousus de sable brochant sur le tout (d'azzurro, a due fasce d'argento, a due pali cuciti di nero attraversanti sul tutto) |
|        | Langourla D'azur aux trois bandes d'or (d'azzurro, a tre bande d'oro) |
|        | Langrolay-sur-Rance D'argent aux dix billettes d'azur ordonnées 4, 3, 2 et 1 (d'argento, a dieci biglietti d'azzurro ordinati 4, 3, 2 e 1) |
|        | Languédias D'azur à la fasce nouée d'or accompagnée de trois coquilles d'argent (d'azzurro, alla fascia annodata d'oro, accompagnata da tre conchiglie d'argento) |
|        | Lanloup D'azur aux six annelets d'argent ordonnés 3, 2 et 1 (d'azzurro, a sei anelletti d'argento ordinati 3, 2 e 1) |
|        | Lannion D'azur à l'agneau pascal couché d'argent portant une croix haute du même au guidon de gueules chargé de l'inscription LAUS DEO en lettres capitales aussi d'or (d'azzurro, all'agnello pasquale sdraiato d'argento, portante una croce alta dello stesso, al guidone di rosso caricato dell'iscrizione LAUS DEO in lettere maiuscole pure d'oro) Motto: War zao atao (in bretone: "Sempre in piedi") |
|        | Lanrelas D'azur aux dix billettes d'argent vidées du champ, ordonnées 4, 3, 2 et 1 (d'azzurro, a dieci biglietti vuoti d'argento, ordinati 4, 3, 2 e 1) |
|        | Lanvallay D'azur, à sept losanges accolées d'argent, posées 3, 3, 1 (d'azzurro, a sette losanghe accollate d'argento, poste 3, 3, 1) |
|        | Lanvollon De gueule au chef d'hermines (di rosso, al capo d'armellino) |
|        | Laurenan Écartelé : au premier et au quatrième de gueules aux trois écussons d'hermine, au deuxième de sable aux sept mâcles accolées d'argent ordonnées 3, 3 et 1, au troisième d'argent aux trois merlettes de sable (inquartato: nel 1º e 4º di rosso, a tre scudetti d'armellino; nel 2º di nero a sette losanghe vuote accollate d'argento ordinate 3, 3 e 1; nel 3º d'argento, a tre merlotti di nero) |
|        | Léhon De gueules à la bande d'hermine, accompagnée en chef d'une crosse d'or et en pointe d'un château de trois tours du même (di rosso, alla banda d'armellino, accompagnata in capo da un pastorale d'oro e in punta da un castello di tre torri dello stesso) |
|        | Lézardrieux Fascé d'argent et de sable de six pièces, la pièce du chef chargée de trois molettes aussi de sable (fasciato d'argento e di nero, la pezza del capo caricata di tre rotelle di sperone pure di nero) |
|        | Locarn Burelé d'argent et de gueules de dix pièces (burellato d'argento e di rosso di dieci pezzi) |
|        | Louannec Parti : au premier bandé d'or et de gueules à la gerbe de blé d'argent brochant sur le tout, au second d'azur au chevron d'argent accompagné, en chef, d'une sterne de sable et, en pointe, de trois besants aussi d'argent mal ordonnés ; le tout sommé d'un chef d'argent chargé de cinq mouchetures d'hermine de sable (partito: nel 1º bandato d'oro e di rosso, al covone di grano d'argento attraversante sul tutto; nel 2º d'azzurro, allo scaglione d'argento accompagnato, in capo, da una sterna di nero e, in punta, da tre bisanti pure d'argento male ordinati; il tutto al capo d'argento, caricato di cinque moscature d'armellino di nero) |
|        | Loudéac D'azur au trois fusées d'argent rangées en fasce, au chef de gueules chargé de trois mâcles d'or (d'azzurro, a tre fusi d'argento ordinati in fascia; al capo di rosso caricato di tre losanghe vuote d'oro) |

## M
| Stemma | Nome del comune e blasonatura |
| ------ | --- |
|        | Maël-Carhaix Parti, au 1, d'hermines à trois fasces de gueules, au 2, d'or à un lion de gueules armé et lampassé d'azur (partito: nel 1º d'armellino, a tre fasce di rosso; nel 2º d'oro, al leone di rosso, armato e lampassato d'azzurro)            |
|        | Matignon D'or aux deux fasces nouées de gueules, accompagnées de neuf merlettes du même ordonnées 4, 2, 2 et 1 (d'oro, a due fasce annodate di rosso, accompagnate da nove merlotti dello stesso ordinati 4, 2, 2 e 1)                                 |
|        | Merdrignac D'or au lion couronné de gueules (d'oro, al leone coronato di rosso) |
|        | Mégrit D'argent à l'épervier essorant de sable armé, becqué, longé et grilleté d'or (d'argento, allo sparviero sorante di nero, armato, imbeccato, guinzagliato e sonagliato d'oro)                                                                    |
|        | Moncontour De gueules au lion d'argent, armé, lampassé et couronné d'or, au chef d'hermines (di rosso, al leone d'argento, armato, lampassato e coronato d'oro; al capo d'armellino)                                                                   |
|        | Mûr-de-Bretagne D'azur à une croix engrêlée d'or, à un franc-canton de gueules, chargé de quatre mâcles d'argent posées 2,2 (d'azzurro, alla croce spinata d'oro; al canton franco di rosso, caricato di quattro losanghe vuote d'argento, poste 2, 2) |

## P
| Stemma | Nome del comune e blasonatura |
| ------ | --- |
|        | Paimpol D'azur au vaisseau de trois mâts d'argent avec son ancre du même pendant à dextre (d'azzurro, al vascello di tre alberi d'argento, con l'ancora dello stesso pendente a destra) |
|        | Penguily D'argent aux trois fleurs de lys de gueules (d'argento, a tre gigli di rosso) |
|        | Penvénan Écartelé d'or et d'azur, au chef aussi d'azur chargé de trois coquilles aussi d'or (inquartato d'oro e d'azzurro; al capo pure d'azzurro, caricato di tre conchiglie pure d'oro) |
|        | Plaintel D'azur aux six billettes d'argent 3, 2 et 1, au chef d'hermine (d'azzurro, a sei biglietti d'argento 3, 2 e 1; al capo d'armellino) |
|        | Plancoët D'argent au sautoir de sable cantonnée de quatre roses de gueules (d'argento, alla croce di Sant'Andrea di nero, accantonata da quattro rose di rosso) |
|        | Planguenoual De gueules aux six billettes d'or 3,2 et 1, au chef cousu d'azur chargé de quatre fleurs de lys aussi d'or (di rosso, a sei biglietti d'oro 3, 2 e 1; al capo cucito d'azzurro, caricato di quattro gigli pure d'oro) |
|        | Plédran D'or aux sept mâcles d'azur, posées 3, 3, 1 (d'oro, a sette losanghe vuote d'azzurro, poste 3, 3, 1) |
|        | Pléhédel Écartelé : aux 1 et 4 de gueules à une molette d'argent ; aux 2 et 3 d'azur plein (inquartato: nel 1º e 4º di rosso, alla rotella di sperone d'argento; nel 2º e 3º d'azzurro pieno) |
|        | Plélan-le-Petit D'azur fretté d'argent au croissant de gueules brochant en chef (d'azzurro cancellato d'argento, al crescente di rosso attraversante in capo) |
|        | Plélo De gueules au léopard d'argent, au franc-canton senestre d'or chargé d'un chevron du champ (di rosso, al leopardo d'argento; al canton franco sinistro d'oro, caricato di uno scaglione del campo) |
|        | Plémet De gueules aux cinq molettes d'or ordonnées 2, 2 et 1 (di rosso,a cinque rotelle di sperone d'oro ordinate 2, 2 e 1) |
|        | Pléneuf-Val-André Coupé, au 1 de sable, au léopard d'argent accompagné de sept coquilles de même, ordonnées 4 et 3, au 2 de gueules fretté d'argent de six pièces (troncato: nel 1º di nero, al leopardo d'argento, accompagnato da sette conchiglie dello stesso, ordinate 4 e 3; nel 2º di rosso cancellato d'argento di sei pezzi) |
|        | Plérin D'or aux sept mâcles d'azur, posées 3, 1, 3 (d'oro, a sette losanghe vuote d'azzurro, poste 3, 1, 3) |
|        | Plessix-Balisson De gueules aux deux léopards d'or passant l'un sur l'autre (di rosso, a due leopardi d'oro passanti l'uno sull'altro) |
|        | Plestin-les-Grèves D'argent au chevron de sable accompagné de trois étoiles du même (d'argento, allo scaglione di nero, accompagnato da tre stelle dello stesso) |
|        | Pleudihen-sur-Rance D'azur à une épée d'argent posée en bande, accompagnée à senestre d'un poignard du même en pal ; au chef d'hermine. (…) |
|        | Pleumeur-Bodou D'azur aux ondes d'argent, surmontées d'une étoile d'or à quatre branches (d'azzurro, alle onde d'argento, sormontate da una stella a quattro raggi d'oro) |
|        | Plœuc-sur-Lié D'hermine aux trois chevrons de gueules (d'armellino, a tre scaglioni di rosso) |
|        | Plorec-sur-Arguenon D'azur fretté d'hermine (d'azzurro cancellato d'armellino) |
|        | Plouagat De gueules à la fasce d'argent accompagnée de trois quintefeuilles du même (di rosso, alla fascia d'argento, accompagnata da tre cinquefoglie dello stesso) |
|        | Plouaret Bandé d’or et de sable de six pièces, à un franc-quartier vairé d’argent et de gueules (bandato d'oro e di nero di sei pezzi; al quartier franco vaiato d'argento e di rosso) |
|        | Plouasne Bandé d'argent et de gueules de huit pièces (bandato d'argento e di rosso di otto pezzi) |
|        | Ploubalay D'argent à la bande de gueules chargée de trois mâcles d'or et surmontée d'un lion de gueules armé, lampassé et couronné d'or (d'argento, alla banda di rosso, caricata di tre losanghe vuote d'oro e sormontata da un leone di rosso armato, lampassato e coronato d'oro) |
|        | Plouëc-du-Trieux Écartelé : au premier et au quatrième de gueules aux six quintefeuilles d'or ordonnés 3, 2 et 1, au deuxième et au troisième d'argent au sautoir de gueules cantonné de quatre billettes du même (Attenzione : sembra che vi sia confusione con lo stemma di Plouër-sur-Rance (cf. Régis de Saint-Jouan, 1990, p. 508; e Froger et Pressensé. 2008, p. 46). Il comune di Plouëc utilizza solo un logo. Osservazione di JC Even. 05.07.2010) (inquartato: nel 1º e 4º di rosso, a sei cinquefoglie d'oro ordinate 3, 2 e 1; nel 2º e 3º d'argento, alla croce di Sant'Andrea di rosso, accantonata da quattro biglietti dello stesso) |
|        | Plouër-sur-Rance Écartelé : au premier et au quatrième de gueules aux six quintefeuilles d'or ordonnés 3, 2 et 1, au deuxième et au troisième d'argent au sautoir de gueules cantonné de quatre billettes du même (inquartato: nel 1º e 4º di rosso, a sei cinquefoglie d'oro ordinate 3, 2 e 1; nel 2º e 3º d'argento, alla croce di Sant'Andrea di rosso, accantonata da quattro biglietti dello stesso) |
|        | Plouézec D'azur au navire de trois mâts d'or habillé et flammé d'argent, voguant sur une mer de sinople, au chef d'hermine (d'azzurro, alla nave di tre alberi d'oro, fornita e banderuolata d'argento, vogante su un mare di verde; al capo d'armellino) |
|        | Ploufragan D'azur aux trois coquilles d'argent, au chef cousu de gueules chargé de trois mâcles d'or (d'azzurro, a tre conchiglie d'argento; al capo cucito di rosso, caricato di tre losanghe vuote d'oro) |
|        | Plougonver Mi-parti : au premier vairé d'or et de gueules, au second de gueules à la croix alésée d'or (semipartito: nel 1º vaiato d'oro e di rosso; nel 2º di rosso, alla croce scorciata d'oro) |
|        | Plougras D'argent à la croix pattée de gueules (d'argento, alla croce patente di rosso) |
|        | Plouguenast De gueules au sautoir d'or (di rosso, alla croce di Sant'Andrea d'oro) |
|        | Plouha Parti : au premier de gueules aux sept mâcles d'or ordonnées 3, 3 et 1, au second d'azur aux sept besants aussi d'or ordonnés 3, 3 et 1 et surmontés d'un chef du même (partito: nel 1º di rosso, a sette losanghe vuote d'oro ordinate 3, 3 e 1; nel 2º d'azzurro, a sette bisanti d'oro, pure ordinati 3, 3 e 1, sormontati da un capo dello stesso) alias Parti, au 1, de gueules à deux macles d'or et trois demies ; au 2, d'azur à trois demis et deux besants d'or, à un chef du même' (partito: nel 1º di rosso, a due losanghe vuote d'oro e tre mezze; nel 2º d'azzurro, a tre mezzi e due bisanti d'oro, al capo dello stesso)      |
|        | Ploumilliau D'argent au léopard de sable surmonté de trois coquilles du même (d'argento, al leopardo di nero sormontato da tre conchiglie dello stesso) |
|        | Plounévez-Quintin D'azur au chevron d'or accompagné de trois étoiles du même (d'azzurro, allo scaglione d'oro accompagnato da tre stelle dello stesso) |
|        | Plourhan De gueules aux deux barres d'argent (di rosso, a due sbarre d'argento) |
|        | Plouvara Parti : au premier coupé d'argent et de gueules au lion de l'un en l'autre, au second d'argent au chef denché de quatre pièces et deux demies de gueules (partito: nel 1º troncato d'argento e di rosso, al leone dell'uno all'altro; nel 2º d'argento, al capo indentato di quattro pezzi e due mezzi di rosso) |
|        | Pludual D'or à la croix engrêlée d'azur chargée en cœur d'un poisson d'argent (d'oro, alla croce spinata d'azzurro, caricata in cuore di un pesce d'argento) |
|        | Plufur De gueules aux trois quintefeuilles d'argent, à la bordure nébulée du même (di rosso, a tre cinquefoglie d'argento; alla bordura nebulosa dello stesso) |
|        | Plumaudan D'argent au chevron de gueules accompagné de trois oiseaux du même (d'argento, allo scaglione di rosso, accompagnato da tre uccelli dello stesso) |
|        | Plumaugat D'argent aux trois bandes d'azur (d'argento, a tre bande d'azzurro) |
|        | Plusquellec D'argent aux trois chevrons de gueules, au chef d'azur chargé de deux burelles d'or (d'argento, a tre scaglioni di rosso; al capo d'azzurro, caricato di due burelle d'oro) |
|        | Pluzunet D'or à la devise de sable et la vergette d'azur brochant sur la devise, à l'étai soudé d'argent brochant sur le tout (d'oro, alla divisa di nero, con la verghetta d'azzurro attraversante sulla divisa, allo scaglionetto d'argento attraversante sul tutto) |
|        | Pontrieux De gueules à la croix engrêlée d'or (di rosso, alla croce spinata d'oro) |
|        | Pouldouran D'azur aux dix billettes d'or ordonnées 4, 3, 2 et 1, au franc-canton cousu de gueules chargé d'un lion d'argent (d'azzurro, a dieci biglietti d'oro ordinati 4, 3, 2 e 1; al canton franco cucito di rosso, caricato di un leone d'argento) |

## Q
| Stemma | Nome del comune e blasonatura |
| ------ | --- |
|        | Quemper-Guézennec D'or à la croix engrêlée de gueules (d'oro, alla croce spinata di rosso) |
|        | Quévert Taillé : au premier de sinople à la croix pattée alésée d'argent, au second de gueules à la roue dentée d'or : à la cotice en barre d'argent chargée de cinq mouchetures d'hermine de sable brochant sur la partition ; le tout sommé d'un chef d'argent fretté d'azur de huit pièces (tagliato: nel 1º di verde, alla crocetta patente d'argento; nel 2º di rosso, alla ruota dentata d'oro; alla cotissa in sbarra d'argento, caricata di cinque moscature d'armellino di nero, attraversante sulla partizione; il tutto cimato da un capo d'argento cancellato d'azzurro di otto pezzi) |
|        | Quintin D'argent au chef de gueules, au lambel d'or (d'argento, al capo di rosso, al lambello d'oro) |

## R
| Stemma | Nome del comune e blasonatura                                                             |
| ------ | ----------------------------------------------------------------------------------------- |
|        | La Roche-Derrien D'argent au lion de gueules (d'argento, al leone di rosso)               |
|        | Rostrenen D'hermine aux trois fasces de gueules (d'armellino, a tre fasce di rosso)       |
|        | Rouillac D'azur aux trois pots à eau d'argent (d'azzurro, a tre vasi per acqua d'argento) |

## S
| Stemma | Nome del comune e blasonatura |
| ------ | --- |
|        | Saint-Brandan Écartelé : au premier d'or au chevron de gueules accompagné de trois étoiles du même, au deuxième d'azur à la croix engrêlée d'or cantonnée, en chef à senestre, d'une étoile de quatre rais d'argent, au troisième de sable au lion d'argent, au quatrième d'azur aux sept quintefeuilles d'or ordonnées 3, 3 et 1 ; sur le tout d'argent au chevron alésé de gueules (inquartato: nel 1º d'oro, allo scaglione di rosso, accompagnato da tre stelle dello stesso; nel 2º d'azzurro, alla croce spinata d'oro, accantonata, in capo a sinistra, da una stella di quattro raggi d'argento; nel 3º di nero, al leone d'argento; nel 4º d'azzurro, a sette cinquefoglie d'oro, ordinate 3, 3 e 1; sul tutto d'argento, allo scaglione scorciato di rosso) Incongruenza tra disegno e blasonatura: il leone del 3º quartiere è d'oro e non d'argento. |
|        | Saint-Brieuc D'azur au griffon rampant d'or, armé, becqué et lampassé de gueules. (Stemma ufficiale della città dal 1698) (d'azzurro, al grifone rampante d'oro, armato, imbeccato e lampassato di rosso) |
|        | Saint-Caradec De gueules aux neuf mâcles d'or ordonnées 3, 3 et 3 (di rosso, a nove losanghe vuote d'oro ordinate 3, 3 e 3) |
|        | Saint-Carné D'azur semé de billettes d'argent à la bande brochante du même chargée de quatre mouchetures d'hermine de sable (d'azzurro seminato di biglietti d'argento, alla banda attraversante dello stesso, caricata di quattro moscature d'armellino di nero) |
|        | Saint-Cast-le-Guildo Parti : au premier d'hermine plain, au second d'azur semé de fleurs de lys d'or ; sur le tout de gueules à la cloche d'argent (partito: nel 1º d'armellino pieno; nel 2º d'azzurro seminato di gigli d'oro; sul tutto di rosso, alla campana d'argento) |
|        | Saint-Denoual De gueules aux onze billettes d'argent, posés 4,3,4 (di rosso, a undici biglietti d'argento, posti 4, 3 e 4) |
|        | Saint-Étienne-du-Gué-de-l'Isle De gueules aux neuf mâcles d'or ordonnées 3, 3 et 3, à la bande d'argent brochant sur le tout (di rosso, a nove losanghe vuote d'oro ordinate 3, 3 e 3, alla banda d'argento attraversante sul tutto) |
|        | Saint-Gilles-Pligeaux D'azur aux deux coquilles d'argent soutenues d'un croissant d'or et surmontées d'un lambel du même (d'azzurro, a due conchiglie d'argento, sostenute da un crescente d'oro e sormontate da un lambello dello stesso) |
|        | Saint-Hélen Écartelé: au premier d'azur au lion passant d'argent surmonté de deux fleurs de lys du même, au deuxième d'argent à la fleur de lys florencée de sable, au troisième d'hermine plain, au quatrième d'azur aux trois croissants d'argent ; sur le tout de gueules au château donjonné d'argent, les trois tours couvertes et girouettées du même (inquartato: nel 1º d'azzurro, al leone passante d'argento sormontato da due gigli dello stesso; nel 2º d'argento, al giglio bocciolato di nero; nel 3º d'armellino pieno; nel 4º d'azzurro, a tre crescenti d'argento; sul tutto di rosso, al castello torricellato d'argento, le tre torri coperte e banderuolate dello stesso) |
|        | Saint-Jouan-de-l'Isle D'azur aux quatre fusées d'argent rangées en fasce (d'azzurro, a quattro fusi d'argento ordinati in fascia) |
|        | Saint-Julien Parti : au premier d'argent aux deux rinceaux de chêne de sinople passés en sautoir soutenus d'une jumelle ondée d'azur, au second fascé d'or et de gueules de six pièces ; au chef d'hermine brochant sur le parti (partito: nel 1º d'argento, a due ramoscelli di quercia di verde passati in decusse, sostenuti da una gemella ondata d'azzurro; nel 2º fasciato d'oro e di rosso; al capo d'armellino attraversante sul partito) |
|        | Saint-Maden Échiqueté d'azur et d'argent (scaccato d'azzurro e d'argento) |
|        | Saint-Martin-des-Prés D'azur à l'aigle d'or accompagnée de trois étoiles du même (d'azzurro, all'aquila d'oro accompagnata da tre stelle dello stesso) |
|        | Saint-Maudan D'argent au sautoir de gueules (d'argento, alla croce di Sant'Andrea di rosso) Incongruenza tra disegno e blasonatura: il disegno presenta un filetto in decusse e non una croce di Sant'Andrea. |
|        | Saint-Méloir-des-Bois De gueules aux dix molettes d'or ordonnées 4, 3, 2 et 1 (di rosso, a dieci rotelle di sperone d'oro ordinate 4, 3, 2 e 1) |
|        | Saint-Michel-de-Plélan D'azur à la cotice d'argent accompagnée en chef d'une étoile d'or et en pointe d'une quintefeuille aussi d'argent (d'azzurro, alla cotissa d'argento, accompagnata in capo da una stella d'oro e in punta da una cinquefoglie pure d'argento) |
|        | Saint-Nicolas-du-Pélem D'argent à la bande de gueules chargées de trois mâcles d'or posées en bande (d'argento, alla banda di rosso, caricata di tr losanghe vuote d'oro poste in banda) Incongruenza tra disegno e blasonatura: le tre losanghe sono poste a piombo e non in banda. |
|        | Saint-Pôtan D'azur à la fasce d'argent accompagnée de trois fleurs de lys d'or (d'azzurro, alla fascia d'argento, accompagnata da tre gigli d'oro) |
|        | Saint-Quay-Portrieux D'or à la nef de gueules équipée de sable, voguant sur des ondes d'azur mouvant de la pointe, au chef d'azur chargé d'une crosse issant du champ, accostée de six mouchetures d'hermine d'argent posées 2 et 1 à dextre et à senestre (d'oro, alla nave di rosso, fornita di nero, vogante su onde d'azzurro moventi dalla punta; al capo d'azzurro caricato da un pastorale nascente del campo, accostato da sei moscature d'armellino d'argento poste 2 e 1 a destra e a sinistra) |
|        | Saint-Samson-sur-Rance Parti : au premier coupé au I échiqueté d'argent et de gueules de quatre tires de cinq points et au II de gueules au chevron d'or, au second d'azur au menhir d'or penché en barre soutenu de cinq trangles ondées d'argent ; sur le tout au chef d'hermine (partito: nel 1º troncato: in I scaccato d'argento e di rosso di quattro tiri di cinque punti e in II di rosso, alla scaglione d'oro; nel 2º d'azzurro, al menhir d'oro pendente in sbarra, sostenuto da cinque trangle ondate d'argento; sul tutto al capo d'armellino) |
|        | Sévignac D'argent aux trois haches d'armes de sable (d'argento, a tre asce d'armi di nero) |
|        | Squiffiec De sinople aux trois fleurs de sureau d'argent boutonnées d'or, à la bordure cousue d'azur, au chef d'hermine (di verde, a tre fiori di sambuco d'argento bottonati d'oro; alla bordura cucita d'azzurro; al capo d'armellino) |

## T
| Stemma | Nome del comune e blasonatura |
| ------ | --- |
|        | Taden D'azur à la barre d'or accompagné en chef d'une main dextre d'argent surmontée à dextre d'une étoile d'or et en pointe d'un cygne nageant d'argent (d'azzurro, alla sbarra d'oro, accompagnata in capo da una mano destra d'argento, sormontata a destra da una stella d'oro, e in punta da un cigno natante d'argento) |
|        | Tonquédec De gueules aux sept annelets d'argent 3,3,1 (di rosso, a sette anelletti d'argento 3, 3, 1) |
|        | Tramain De gueules à la bande d'hermine accompagnée de trois molettes d'or, deux en chef rangées en bande et une en pointe (di rosso, alla banda d'armellino, accompagnata da tre rotelle di sperone d'oro, due in capo, ordinate in banda, e una in punta) |
|        | Trébédan De gueules à la bande d'hermine (di rosso, alla banda d'armellino) |
|        | Trébeurden De gueules à une hermine passante d'argent, accolée d'une écharpe d'hermine flottante et accompagnée de sept coquilles d'or, 4 en chef et 3 en pointe (di rosso, all'armellino passante d'argento, accollato da una sciarpa d'armellino fluttuante e accompagnato da sette conchiglie d'oro, 4 in capo e 3 in punta) |
|        | Trébrivan D'hermine aux trois fasces de gueules sumontées d'un lambel d'azur (d'armellino, a tre fasce di rosso, sormontate da un lambello d'azzurro) |
|        | Trédias De gueules à la croix d'argent cantonnée de quatre croissants du même (di rosso, alla croce d'argento, accantonata da quattro crescenti dello stesso) |
|        | Tréfumel Parti d'azur et d'argent à la divise ondée de l'un en l'autre surmontée, à dextre, d'une coquille de falun aussi d'argent et, à senestre, d'une fleur de lin au naturel d'azur tigée et feuillée de sinople, soutenue d'un calice d'or brochant sur la partition (partito d'azzurro e d'argento, alla divisa ondata dell'uno all'altro, sormontata a destra, da una conchiglia di roccia sedimentaria pure d'argento e, a sinistra, da un fiore di lino al naturale d'azzurro, gambuto e fogliato di verde, sostenuta da un calice d'oro attraversante sulla partizione) |
|        | Trégastel D'azur aux trois fasces ondées d'or, au franc-quartier cousu de gueules chargé d'une tour crénelée de quatre pièces d'argent et maçonnée de sable (d'azzurro, a tre fasce ondate d'oro; al quartier franco cucito di rosso, caricato di una torre merlata di quattro pezzi d'argento e murata di nero) |
|        | Trégomeur Écartelé : au premier d'argent aux trois haches d'armes de sable, celle de senestre contournée, au deuxième d'azur aux sept mâcles d'argent ordonnées 3, 3 et 1, au franc-canton du même fretté de gueules, au troisième d'or à la fasce d'azur surmontée d'une merlette du même, au quatrième de gueules à la croix d'argent cantonnée de quatre merlettes du même (inquartato: nel 1º d'argento, a tre asce d'armi di nero, quella di sinistra rivoltata; nel 2º d'azzurro, a sette losanghe vuote d'argento ordinate 3, 3 e 1, al canton franco dello stesso cancellato di rosso; nel 3º d'oro, alla fascia d'azzurro sormontata da un merlotto dello stesso; nel 4º di rosso, alla croce d'argento, accantonata da quattro merlotti dello stesso) |
|        | Trégon Tiercé en chevron renversé et ondé : au premier d'argent aux dix mouchetures d'hermine de sable ordonnées 4, 3, 2 et 1, au deuxième d'azur plain, au troisième de sinople à la gerbe de trente épis de blé d'or liée de sable (interzato in scaglione rovesciato e ondato; nel 1º d'argento, a dieci moscature d'armellino di nero ordinate 4, 3, 2 e 1; nel 2º d'azzurro pieno; nel 3º di verde, al covone di trenta spighe di grano d'oro, legato di nero) Incongruenza tra disegno e blasonatura: il disegno porta un troncato in scaglione rovesciato, allo scaglionetto ondato d'azzurro attraversante sulla partizion. |
|        | Trégrom Fascé ondé d'or et d'azur aux sept annelets, à cheval sur les fasces, de l'un en l'autre, ordonnés 3, 3 et 1 (fasciato ondato d'oro e d'azzurro, a sette anelletti, a cavallo sulle fasce, dell'uno all'altro, ordinati 3, 3 e 1) |
|        | Trégueux Tiercé en fasce : au premier d'azur aux deux quintefeuilles d'or, au deuxième d'hermine plain, au troisième de gueules à la quintefeuille aussi d'or (interzato in fascia: nel 1º d'azzurro, a due cinquefoglie d'oro; nel 2º d'armellino pieno; nel 3º di rosso, alla cinquefoglie d'oro) |
|        | Tréguier D'azur au vaisseau équipé et habillé d'argent, surmonté à dextre d'un écusson du champ chargé de trois fleurs de lys d'or et à senestre d'un écusson d'hermine plain (d'azzurro, al vascello fornito ed equipaggiato d'argento, sormontato a destra da uno scudetto del campo caricato di tre gigli d'oro e a sinistra da uno scudetto d'armellino pieno) |
|        | Trélévern Bandé d'hermine et de gueules de six pièces (bandato d'armellino e di rosso di sei pezzi) |
|        | Trélivan D'azur à la croix d'hermine (d'azzurro, alla croce d'armellino) |
|        | Trémargat Parti : au premier d'hermine aux trois fasces de gueules, au second d'or à la hure de sanglier de sable défendue d'argent (partito: nel 1º d'armellino, a tre fasce di rosso; nel 2º d'oro, al grugno di cinghiale di nero difeso d'argento) |
|        | Trémel Écartelé, au premier et au quatrième d'azur au croissant d'or, au deuxième et au troisième d'or à l'arbre d'azur (inquartato: nel 1º e 4º d'azzurro, al crescente d'oro; nel 2º e 3º d'oro, all'albero d'azzurro) |
|        | Tréméreuc Échiqueté d'argent et de gueules de six tires (scaccato d'argento e di rosso di sei pezzi) |
|        | Trémeur D'azur à Saint Georges monté sur un cheval terrassant un dragon, le tout d'or (d'azzurro, al San Giorgio montato a cavallo e che atterra un drago, il tutto d'oro) |
|        | Trémuson D'azur au croissant d'or (d'azzurro, al crescente d'oro) |
|        | Tréogan De gueules à trois coquilles d'or (di rosso, a tre conchiglie d'oro) |
|        | Tréveneuc De sinople à la fasce d'or accompagnée de trois casques du même tarés de profil (di verde, alla fascia d'oro, accompagnata da tre elmi dello stesso posti di profilo) |
|        | Trévou-Tréguignec D'argent à un léopard de sable accompagné de 6 merlettes du même, posées en orle (d'argento, al leopardo di nero, accompagnato da 6 merlotti dello stesso posti in orlo) |

## U
| Stemma | Nome del comune e blasonatura                                       |
| ------ | ------------------------------------------------------------------- |
|        | Uzel D'azur aux trois besants d'or (d'azzurro, a tre bisanti d'oro) |

## V
| Stemma | Nome del comune e blasonatura |
| ------ | --- |
|        | La Vicomté-sur-Rance Écartelé: au premier et au quatrième contre-écartelé d'argent et de sable au lambel de quatre pendants de l'un en l'autre en chef, au deuxième et au troisième d'or au chef endenté de sable (inquartato: nel 1º e 4º controinquartato d'argento e di nero, al lambello di quattro pendenti dell'uno all'altro in capo; nel 2º e 3º d'oro, al capo indentato di nero) |

## Y
| Stemma | Nome del comune e blasonatura                                                                                      |
| ------ | --- |
|        | Yffiniac D'or au lion de gueules armé et lampassé d'azur (d'oro, al leone di rosso, armato e lampassato d'azzurro) |
|        | Yvignac-la-Tour D'argent aux deux fasces de sable (d'argento, a due fasce di nero)                                 |